# Mac OS X v10.0
Mac OS X 10.0, nom de code Cheetah, est la première version majeure du système d'exploitation OS X, utilisé par les Macintosh d'Apple. Il est sorti le 24 mars 2001 au prix de 129 $. Il remplaça la version bêta publique de Mac OS X et a précédé Mac OS X v10.1. Vingt ans plus tard, un ancien ingénieur de MacOS indique que son prix était élevé pour éviter qu'il ne soit trop vendu et populaire, en raison de lenteurs de performances considérables, qui seront résolues dans les deux prochaines versions du système.